# Hillcrest (Nowy Jork)
Hillcrest – jednostka osadnicza w Stanach Zjednoczonych, w stanie Nowy Jork, w hrabstwie Rockland.